# Alain Prost
Alain Marie Pascal Prost OBE (ur. 24 lutego 1955 w Lorette) – francuski kierowca wyścigowy, jeden z najbardziej utytułowanych kierowców Formuły 1 wszech czasów. W czasie swojej kariery w F1, która trwała od sezonu 1980 do 1993, zwyciężył w 51 Grand Prix (rekord został pobity przez Michaela Schumachera w sezonie 2001) i zdobył 4 tytuły Mistrza Świata. W trakcie swojej kariery w F1 jeździł dla zespołów Renault, McLaren, Ferrari i Williams.
Został odznaczony m.in. francuską Legią Honorową IV i V klasy, Orderem Imperium Brytyjskiego w stopniu oficera (OBE) oraz brazylijskim Orderem Krzyża Południa.
Prost jest entuzjastą kolarstwa i pomaga w projektowaniu ram do rowerów francuskiemu przedsiębiorstwu Cyfac.

## Życiorys

### Dzieciństwo
Alain Prost urodził się nieopodal Saint-Chamond w departamencie Loire we Francji jako syn André i Marie-Rose Prost, którzy byli ormiańskiego pochodzenia. Prost miał starszego brata Daniela, który zmarł na raka we wrześniu 1986. Pomimo niskiego wzrostu, Prost był aktywnym i wysportowanym dzieckiem. Uprawiał wiele różnych sportów, m.in. zapasy i piłkę nożną. Przez tę aktywność złamał kilka razy nos. W przyszłości chciał zostać instruktorem na siłowni lub profesjonalnym piłkarzem. Odkrył karting w wieku 14 lat będąc na rodzinnych wakacjach. To zdarzenie zmieniło jego plany na przyszłość.

### Początki kariery
Swoją karierę rozpoczął zaraz po ukończeniu szkoły. W 1973 został Mistrzem Francji i Europy juniorów w kartingu. Rok później powtórzył swój sukces w kategorii seniorów. W 1975 uległ poważnemu wypadkowi i musiał przerwać swoją karierę. Powrócił w 1977 i rozpoczął pracę dla zespołu Lola & Martini we Francuskiej Formule Renault. Zdołał wygrać sześć wyścigów. Od 1978 zespół startował w Formule 3, a  w 1979 r. wygrał dziewięć wyścigów, zdobywając mistrzostwo we Francuskiej Formule 3, jak i również w Europejskiej Formule 3.

### Formuła 1
W sezonie 1980 startował dla zespołu McLaren-Ford. W swoim debiutanckim sezonie zdobył 5 punktów.
Od sezonu 1981 jeździł w zespole Renault. Uczestniczył w 15 wyścigach i w tych, w których dojechał do mety, zawsze stawał na podium. Ostatecznie uplasował się na piątej pozycji w klasyfikacji generalnej. Rok później zwyciężył dwukrotnie, a w klasyfikacji zajął czwarte miejsce. W sezonie 1983 udało mu się zdobyć tytuł wicemistrza.
W 1984 powrócił do zespołu McLaren i przegrał walkę o mistrzostwo ze swoim partnerem z zespołu, Austriakiem Niki Laudą zaledwie o 0,5 punktu. W 1985 był bezkonkurencyjny i zdobył swój pierwszy tytuł Mistrza Świata. W klasyfikacji generalnej zdobył 73 punkty, wyprzedził drugiego Michele’a Alboreto o 20 punktów. Niki Lauda tymczasem ukończył zaledwie trzy wyścigi. Walka o tytuł w sezonie 1986 trwała do ostatniego wyścigu w Australii. Ostatecznie Nigel Mansell nie ukończył ostatniego wyścigu, a Prost wygrał i wyprzedził dzięki temu Brytyjczyka o dwa punkty w klasyfikacji generalnej. W sezonie 1987 samochody napędzane silnikami Hondy były bezkonkurencyjne i Prost musiał zadowolić się czwartą pozycją w walce o tytuł. Samochody McLarena od sezonu 1988 były napędzane silnikami Hondy zamiast Porsche. Tym razem na drodze do tytułu stanął nowy partner z zespołu, Ayrton Senna. Sezon 1989 został ponownie zdominowany przez kierowców zespołu z Woking, tym razem lepszym okazał się Prost. Wygrał 4 razy i zdobył swój trzeci tytuł Mistrza Świata. Był to jego ostatni sezon w barwach McLarena.
Od sezonu 1990 związał się z zespołem Ferrari. Po raz kolejny lepszym okazał się były partner, Senna. Prost musiał zadowolić się tytułem wicemistrza. Kolejny sezon był dużo gorszy. Nie wygrał ani jednego wyścigu i zajął piąte miejsce w klasyfikacji generalnej. Nie wystąpił też podczas wszystkich Grand Prix. W sezonie 1992 nie wystartował w żadnym wyścigu.
W 1993 podpisał kontrakt z zespołem Williams-Renault. Był to jego triumfalny powrót do Formuły 1: wygrał 7 wyścigów, zdobył tytuł Mistrza Świata i pokonał odwiecznego rywala, Sennę. Mimo ogromnego sukcesu po tym sezonie wycofał się z Formuły 1.
Rywalizacja pomiędzy Prostem i Senną uważana jest za jedną z najbardziej ekscytujących w historii Formuły 1.
W czasie swojej kariery dorobił się kilku przydomków: „The Professor”, „The Calculator” i „Fast Son of a Bitch”, który został mu nadany przez Laudę. Nazywano go także „The King of Rio”, ponieważ wygrał 6 razy Grand Prix Brazylii, w tym 5 razy w Rio de Janeiro.
W sezonach 1997–2001 prowadził zespół Prost Grand Prix powstały na bazie zespołu Ligier istniejącego w latach 1969–1996 i wykupionego przez Prosta. Zespół zbankrutował na początku 2002 roku.

### Porównanie z partnerami z zespołu
W trakcie swojej kariery zawodowej w Formule 1 Alain Prost zwyciężył prawie wszystkich kolegów z zespołu, wśród nich pięciu mistrzów świata. Wyjątek stanowi jedynie sezon, w którym debiutował – ze względu na uraz ręki startował tylko w jedenastu wyścigach; oraz rok 1984, w którym uległ Nikiemu Laudzie w najściślejszym rozstrzygnięciu o mistrzostwo świata w historii Formuły 1 zaledwie o 0,5 punktu. W 1988 r. Prost zdobył więcej punktów niż jego przeciwnik Ayrton Senna, jednak w końcowej punktacji osiągnął tylko drugie miejsce. W 1989 r. Prost zdobył swój trzeci tytuł, ale szeroko było komentowane GP Japonii – przedostatniej eliminacji cyklu. Doszło do kolizji z Senną spowodowanej przez Prosta, w wyniku której Brazylijczyk ominął szykanę powracając na tor. Wygrał i sprawa mistrzostwa była zupełnie otwarta, lecz po dyskwalifikacji tytuł przypadł Francuzowi. Rok później podczas wyprzedzania Prosta przez Sennę doszło do kolizji i tym razem Ayrton wygrał tytuł.
| Rok  | Punktacja Alain Prost | Punktacja kolegi z zespołu | Kolega z zespołu |
| ---- | --------------------- | -------------------------- | ---------------- |
| 1980 | 5                     | 6                          | John Watson      |
| 1981 | 43                    | 11                         | René Arnoux      |
| 1982 | 34                    | 28                         | René Arnoux      |
| 1983 | 57                    | 22                         | Eddie Cheever    |
| 1984 | 71.5                  | 72                         | Niki Lauda       |
| 1985 | 76 (73)               | 14                         | Niki Lauda       |
| 1986 | 74 (72)               | 22                         | Keke Rosberg     |
| 1987 | 46                    | 30                         | Stefan Johansson |
| 1988 | 105 (87)              | 94 (90)                    | Ayrton Senna     |
| 1989 | 81 (76)               | 60                         | Ayrton Senna     |
| 1990 | 73 (71)               | 37                         | Nigel Mansell    |
| 1991 | 34                    | 21                         | Jean Alesi       |
| 1993 | 99                    | 69                         | Damon Hill       |

Uwaga: Do 1991 roku system punktacji do wyłonienia Mistrza Świata kierowców Formuły 1 stosowany przez FIA nie obejmował wszystkich osiągniętych w wyścigach wyników. Wyniki w nawiasach stanowią końcową punktację według ówczesnego systemu punktacji.

## Wyniki

### Podsumowanie
| Sezon | Stajnia          | Starty | PKT   | Pozycja | 1. miejsce | 2. miejsce | 3. miejsce | P. pos. | Naj. okr. | Nie skl. |
| ----- | ---------------- | ------ | ----- | ------- | ---------- | ---------- | ---------- | ------- | --------- | -------- |
| 1993  | Williams-Renault | 16     | 99    | MŚ      | 7          | 3          | 2          | 13      | 6         | 1        |
| 1991  | Ferrari          | 15     | 34    | 5       | 0          | 3          | 2          | 0       | 1         | 6        |
| 1990  | Ferrari          | 16     | 71    | 2       | 5          | 2          | 2          | 0       | 2         | 4        |
| 1989  | McLaren-Honda    | 16     | 76    | MŚ      | 4          | 6          | 1          | 2       | 5         | 3        |
| 1988  | McLaren-Honda    | 16     | 87    | 2       | 7          | 7          | 0          | 2       | 7         | 2        |
| 1987  | McLaren-TAG      | 16     | 46    | 4       | 3          | 1          | 3          | 0       | 2         | 4        |
| 1986  | McLaren-TAG      | 16     | 72    | MŚ      | 4          | 4          | 3          | 1       | 2         | 3        |
| 1985  | McLaren-TAG      | 16     | 73    | MŚ      | 5          | 2          | 4          | 2       | 5         | 4        |
| 1984  | McLaren-TAG      | 16     | 71,5  | 2       | 7          | 1          | 1          | 3       | 3         | 5        |
| 1983  | Renault          | 16     | 57    | 2       | 4          | 2          | 1          | 3       | 3         | 3        |
| 1982  | Renault          | 16     | 34    | 4       | 2          | 2          | 0          | 5       | 4         | 8        |
| 1981  | Renault          | 15     | 43    | 5       | 3          | 2          | 1          | 2       | 1         | 9        |
| 1980  | McLaren-Ford     | 13     | 5     | 15      | 0          | 0          | 0          | 0       | 0         | 6        |
| Razem | 4                | 202    | 768,5 | 4xMŚ    | 51         | 35         | 20         | 33      | 41        | 57       |

## Odznaczenia
- Kawaler Legii Honorowej (1985)
- Oficer Orderu Imperium Brytyjskiego (1993)
- Kawaler Orderu Krzyża Południa